# The Rivalry
The Rivalry – dziesiąty album studyjny niemieckiego zespołu heavymetalowego Running Wild. Wydawnictwo ukazało się 9 lutego 1998 roku nakładem wytwórni muzycznej GUN Records.
Nagrania zostały zarejestrowane w 1997 roku w Horus Sound Studio w Hanowerze i w Vox Klangstudio w Bendestorfie. To drugi album zespołu z trylogii na temat dobra i zła. Jest to także ostatnie wydawnictwo zespołu z udziałem perkusisty Jörga Michaela.

## Lista utworów
Opracowano na podstawie materiału źródłowego.
1. „March of the Final Battle (The End of All Evil)” – 2:00 (utwór instrumentalny)
2. „The Rivalry” – 5:34
3. „Kiss of Death” – 3:36
4. „Firebreather” – 4:04
5. „Return of the Dragon” – 6:47
6. „Resurrection” – 4:45
7. „Ballad of William Kidd” – 8:43
8. „Agents of Black” – 3:56
9. „Fire and Thunder” – 7:32
10. „The Poison” – 4:39
11. „Adventure Galley” – 4:19
12. „Man on the Moon” – 4:48
13. „War and Peace” – 7:44

## Twórcy
Opracowano na podstawie materiału źródłowego.

- Rock 'n' Rolf – śpiew, gitara, produkcja
- Thilo Hermann – gitara
- Thomas "Bodo" Smuszynski – gitara basowa
- Jörg Michael – perkusja
- Peter Lohde – projekt graficzny
- Gerhard Woelfe – inżynieria dźwięku, miksowanie
- Rainer Holst – mastering
- Thorsten Herbig – zdjęcia
- Andreas Marschall – okładka